# دیرک هاینن
دیرک هاینن (انگلیسی: Dirk Heinen؛ زادهٔ ۳ دسامبر ۱۹۷۰) بازیکن فوتبال اهل آلمان است.
از باشگاه‌هایی که در آن بازی کرده‌است می‌توان به باشگاه فوتبال دنیزلی اسپور، باشگاه فوتبال آرمینیا بیله‌فلد، باشگاه فوتبال بایر ۰۴ لورکوزن، باشگاه فوتبال آینتراخت فرانکفورت، و باشگاه فوتبال اشتوتگارت اشاره کرد.